# Les Filles de Gotham
Les Filles de Gotham (Gotham Girls) est une série télévisée d'animation américaine réalisée pour le web entre le 27 juillet 2000 et le 19 novembre 2002 et mettant en scène les femmes de la ville de l'univers de Batman.
En France, la série est sorti directement en bonus DVD avec la série Les Anges de la nuit en VOSTFR. Néanmoins, cette série est inédite dans tous les autres pays francophones.

## Synopsis
La nuit, Gotham City est protégée par Batgirl (Barbara Gordon), fille du commissaire James Gordon et bras droit de Batman. Elle s'efforce de capturer et d'arrêter Catwoman, Poison Ivy et Harley Quinn.

## Fiche technique
- Titre original : Gotham Girls
- Titre français : Les Filles de Gotham (DVD)
- Genre : Super-héros, Aventure, Policier, Fantastique et Humour.
- Pays : États-Unis
- Maison de production : Warner Bros. Animation, M.T.T. Enterprises et Noodle Soup
- Diffusion : 2000-2002
- Statut : série terminée
- Nombre de saisons : 3
- Nombre d'épisodes : 31
- Durée : entre 3 et 5 minutes par épisode

## Voix
- Tara Strong : Batgirl / Barbara Gordon
- Adrienne Barbeau : Catwoman / Selina Kyle et Inspectrice Renee Montoya
- Jennifer Hale : Commissaire Caroline Greenway et Dora Smithy
- Bob Hastings : Commissaire James Gordon
- Arleen Sorkin : Harley Quinn / Harleen Quinzel
- Diane Pershing : Poison Ivy / Pamela Isley
- Stacie Randall (en) : Zatanna
- Tom Kenny : Voix additionnelles

## Épisodes

### Saison 1
1. The Vault
2. Lap Bat
3. Trick or Trick (Part 1)
4. Trick or Trick (Part 2)
5. A Little Night Magic
6. More Than One Way
7. Precious Birthstones
8. Pave Paradise
9. The Three Babes
10. The Gardener's Apprentice
11. Lady - X

### Saison 2
1. Hold That Tiger
2. Miss Un-Congeniality
3. Strategery
4. Baby Boom
5. Cat -n- Mouse
6. Bat'ing Cleanup
7. Catsitter
8. Gotham Noir
9. Scout's Dis-Honor
10. I'm Badgirl

### Saison 3
1. Ms.-ing in Action
2. Gotham in Pink
3. Hear Me Roar
4. Gotham in Blue
5. A Cat in the Hand
6. Jailhouse Wreck
7. Honor Among Thieves
8. No, I'm Batgirl
9. Signal Fires
10. Cold Hands, Cold Heart

## Commentaire
Certains fans pensent que Batgirl est l'héroïne principale et qu'elle apparaît dans tous les épisodes de la websérie, mais la série ne s'intéresse pas uniquement à elle, ou même à Zatanna (déjà apparue dans la série Batman de 1992), mais aussi à Catwoman, à Harley Quinn ou à Poison Ivy !